# Leptocera obfuscata
Leptocera obfuscata är en tvåvingeart som först beskrevs av Tucker 1907.  Leptocera obfuscata ingår i släktet Leptocera och familjen hoppflugor.
Artens utbredningsområde är Colorado. Inga underarter finns listade i Catalogue of Life.